# Ils seront des hommes
Pour plus de détails, voir Fiche technique et Distribution.
Ils seront des hommes (El camino de la vida) est un film dramatique et policier mexicain réalisé par Alfonso Corona Blake et sorti en 1956.
Le film est lauréat du Prix Ariel du meilleur film 1957.

## Synopsis
À Mexico dans les années 1950, trois jeunes hommes sont arrêtés par la police et attendent leur jugement. José Gutiérrez (Enrique Lucero), un avocat de la défense, se range du côté des garçons et décide de les prendre sous son aile pour les réhabiliter, car selon lui, ils ne semblent pas être des « criminels nés » (si une telle chose existe), puisqu'ils semblent tous en être venus à commettre leurs crimes pour se défendre ou pour faire vivre leur famille.

## Fiche technique
- Titre original mexicain : El camino de la vida[1]
- Titre français : Ils seront des hommes[2]
- Réalisation : Alfonso Corona Blake
- Scénario : Eduardo Landeta, Matilde Landeta
- Photographie : José Ortiz Ramos
- Montage : Carlos Savage
- Musique : Gustavo César Carrión
- Décors : Jesús Bracho
- Production : Ángel de la Fuente
- Société de production : Cinematografica Latino Americana
- Pays de production :  Mexique
- Langue originale : espagnol
- Format : Noir et blanc - 1,37:1 - Son mono - 35 mm
- Genre : Drame policier
- Durée : 96 minutes
- Date de sortie : 
  - Mexique : 29 juin 1956
  - France : 16 septembre 1957

## Distribution
- Mario Humberto Jiménez Pons : Chinampina
- Ignacio García Torres : Pedro
- Rogelio Jiménez Pons : Frijolito
- Mario Navarro : Luis
- Miguel Manzano : Pedro Romero
- Roberto Meyer : Don Panchito
- Antonio Brillas : Professeur Magaña
- Manuel Vergara : Don Nico

## Distinctions
- 1956 - Berlinale[3]

Mention honorable du meilleur réalisateur à Alfonso Corona Blake
Prix OCIC, mention spéciale
- 1957 - Prix Ariel

Prix Ariel du meilleur film à Alfonso Corona Blake
Ariel d'argent du meilleur réalisateur à Alfonso Corona Blake
Ariel d'argent du meilleur acteur enfant à Mario Humberto Jiménez Pons
Ariel d'argent du meilleur scénario à Matilde Landeta et Eduardo Landeta
Ariel d'argent du meilleur film d'intérêt national à Alfonso Corona Blake
Ariel d'argent de la meilleure actrice dans un second rôle à Inés Murillo
Nomination à l'Ariel d'argent du meilleur acteur enfant pour Ignacio García Torres
Nomination à l'Ariel d'argent pour le meilleur acteur enfant à Rogelio Jiménez Pons
Nomination à l'Ariel d'argent de la meilleure photographie pour José Ortiz Ramos
Nomination à l'Ariel d'argent pour le meilleur montage à Carlos Savage